# Sysstema concinna
Sysstema concinna là một loài bướm đêm trong họ Geometridae.